# Harlev
Harlev är en by i Århus kommun, Mittjylland, Danmark. Byn är belägen 7 km från Hørning. Orten hade 3 983 invånare år 2021. Det ligger strax söder om Herningmotorvejen (15).